# Papilio menestheus
Papilio menestheus es una especie de mariposa cola de golondrina del género Papilio que se encuentra en Senegal, Guinea-Bissau, Guinea, Sierra Leona, Liberia, Costa de Marfil, Ghana, Togo, Nigeria, Camerún y Guinea Ecuatorial.
Las larvas se alimentan de especies de cítricos y Zanthoxylum gilletii.

## Taxonomía
Papilio menestheus es el miembro nominal del grupo de especies menestheus. Los miembros del clado son: 
- Papilio menestheus Drury, 1773
- Papilio lormieri Distant, 1874
- Papilio ophidicephalus Oberthür, 1878

## Subespecies
- Papilio menestheus menestheus (Senegal, Guinea-Bissau, Guinea, Sierra Leona, Liberia, Costa de Marfil, Ghana, Togo, Nigeria, Camerún occidental)
- Papilio menestheus canui Gauthier, 1984 (Guinea Ecuatorial)